# Bryan Ferry
Bryan Ferry (* 26. září 1945) je anglický zpěvák, hudební skladatel a klávesista.
Jeden rok studoval na Durhamské univerzitě a v letech 1964 až 1968 studoval krásná umění na Newcastleské univerzitě. Po dobu jednoho roku mu zde byl pedagogem Richard Hamilton. V době studií byl členem kapely City Blues. Po dokončení studií pracoval jako učitel hrnčířství na londýnské Holland Park School. Dále působil ve skupinách Banshees a Gas Board. V roce 1970 založil skupinu Roxy Music. Ta se rozpadla po vydání pěti alb v roce 1976. Později, v letech 1979 až 1982, vydala další tři desky a v roce 1983 se rozpadla. V roce 2001 byla obnovena a občasně vystupovala až do roku 2011, odkdy je opět neaktivní. Své první sólové album s názvem These Foolish Things vydal v roce 1973 a do roku 2014 jich vydal dalších čtrnáct.
Roku 2011 mu byl udělen Řád britského impéria. Ferry měl vztah se dvěma ženami, jejichž fotografie se v sedmdesátých letech objevily na obalech alb kapely Roxy Music – Amandou Lear (For Your Pleasure) a Jerry Hall (Siren). V roce 1982 se oženil s Lucy Helmorovou, rozvedli se roku 2003. Později byla jeho přítelkyní Katie Turnerová a následně Emily Comptonová. V lednu 2012 se oženil s 29letou (o 36 let mladší než on) Amandou Sheppardovou, avšak po devatenácti měsících se rozešli. Rozvod byl dokončen v roce 2014. Ferry později jako důvod rozchodu uvedl, že již nechtěl žádné další děti, na rozdíl od své manželky. Sheppardová byla předtím přítelkyní Ferryho syna Isaaca, přičemž Ferry s ní začal chodit v roce 2009.

## Sólová diskografie
- These Foolish Things (1973)
- Another Time, Another Place (1974)
- Let's Stick Together (1976)
- In Your Mind (1977)
- The Bride Stripped Bare (1978)
- Boys and Girls (1985)
- Bête Noire (1987)
- Taxi (1993)
- Mamouna (1994)
- As Time Goes By (1999)
- Frantic (2002)
- Dylanesque (2007)
- Olympia (2010)
- The Jazz Age (2012)
- Avonmore (2014)
- Bitter-Sweet (2018)
- Loose Talk (2025)